# دیرک شرایر
دیرک شرایر (انگلیسی: Dirk Schreyer؛ زادهٔ ۲۸ ژوئیهٔ ۱۹۴۴) قایقران روئینگ اهل آلمان بود.
وی همچنین برندهٔ جوایزی همچون برگ بوی نقره‌ای شده‌است.
وی در مسابقات کشوری و بین‌المللی در مجموع برندهٔ ۴ مدال طلا شده‌است.